# Resolutie 2065 Veiligheidsraad Verenigde Naties
Resolutie 2065 van de Veiligheidsraad van de Verenigde Naties werd unaniem door de VN-Veiligheidsraad aangenomen op 12 september 2012 teneinde het VN-kantoor in Sierra Leone tot en met maart 2013 te verlengen. Hierop zou deze missie beëindigd worden.

## Achtergrond
In Sierra Leone waren jarenlang etnische spanningen tussen verschillende bevolkingsgroepen. In 1978 werd het een eenpartijstaat met een regering die gekenmerkt werd door corruptie en wanbeheer van onder meer de belangrijke diamantmijnen. Intussen was in buurland Liberia een bloedige burgeroorlog aan de gang, en in 1991 braken ook in Sierra Leone vijandelijkheden uit. In de volgende jaren kwamen twee achtereenvolgende militaire regimes aan de macht, waarvan vooral het laatste een schrikbewind voerde. Het werd eind 1998 met behulp van buitenlandse troepen verjaagd, maar begon begin 1999 een bloedige terreurcampagne. Pas in 2002 kwam het tot een einde van de gevechten.

## Inhoud

### Waarnemingen
Op 17 november 2012 zouden in Sierra Leone presidents-, parlements- en lokale verkiezingen worden gehouden. Deze verkiezingen en de acceptatie van de resultaten ervan waren belangrijk voor de vrede in Sierra Leone. Het UNIPSIL-kantoor van de VN speelde een belangrijke rol bij de voorbereidingen.
Georganiseerde misdaad, waaronder witwassen en drugshandel, corruptie en de rondgang van handvuurwapens bleven problematisch in Sierra Leone. Het land werkte wel hard aan duurzame vrede, veiligheid en ontwikkeling.
Voorts waardeerde men het werk van de speciale rechtbank, die in april 2012 oud-president Charles Taylor veroordeelde voor oorlogsmisdaden.

### Handelingen
UNIPSIL's mandaat werd tot 31 maart 2013 verlengd. De overheid, politieke partijen, media en bevolking in Sierra Leone werden opgeroepen bij te dragen aan een gunstig klimaat voor het houden van verkiezingen. De politie moest onpartijdig, proportioneel en efficiënt optreden tegen geweld tijdens en na de verkiezingen.

## Verwante resoluties
- Resolutie 1971 Veiligheidsraad Verenigde Naties (2011)
- Resolutie 2005 Veiligheidsraad Verenigde Naties (2011)
- Resolutie 2097 Veiligheidsraad Verenigde Naties (2013)

Lijst ·  2033 ·  2034 ·  2035 ·  2036 ·  2037 ·  2038 ·  2039 ·  2040 ·  2041 ·  2042 ·  2043 ·  2044 ·  2045 ·  2046 ·  2047 ·  2048 ·  2049 ·  2050 ·  2051 ·  2052 ·  2053 ·  2054 ·  2055 ·  2056 ·  2057 ·  2058 ·  2059 ·  2060 ·  2061 ·  2062 ·  2063 ·  2064 ·  2065 ·  2066 ·  2067 ·  2068 ·  2069 ·  2070 ·  2071 ·  2072 ·  2073 ·  2074 ·  2075 ·  2076 ·  2077 ·  2078 ·  2079 ·  2080 ·  2081 ·  2082 ·  2083 ·  2084 ·  2085